# Ouran High School Host Club (serie televisiva)
Ouran High School Host Club è un dorama giapponese in 11 puntate di circa 30min l'una trasmesso dalla TBS nel 2011. Si tratta della prima versione live action dell'omonimo manga di Bisco Hatori uscito in Italia col titolo di Host Club - Amore in affitto.
Nel marzo 2012 è infine uscita una pellicola cinematografica dal titolo omonimo e con gli stessi attori protagonisti che riprende la storia dalla fine del dorama.

## Trama
L'Accademia privata Ouran (Urano) comprende tutti i gradi d'istruzione, dalla scuola materna fino all'università; il motto non ufficiale ma seguito tacitamente è dar priorità ai meriti personali piuttosto che alla provenienza familiare. L'interno dell'edificio scolastico è decorato con pompa insolita: lampadari di cristallo appesi ovunque, tappeti rossi e belle ragazze in uniforme dappertutto.
Ma uno degli "ornamenti" più preziosi della scuola è certamente l'Host Club: qui alle giornaliere riunioni pomeridiane i più belli, affascinanti e carismatici ragazzi usano la loro naturale capacità d'anfitrioni per intrattener le ragazze, naturalmente altrettanto belle e ricche, traendone un guadagno (in cambio cioè di qualche beneficio per sé stessi). Loro obiettivo primario è quello di portar la felicità all'interno dei cuori femminili.
La scuola possiede i migliori insegnanti e tutori del paese ed il programma di studi è strutturato in modo da cercar d'evitar il più possibile di sovraccaricar inutilmente di compiti gli studenti ricchi (un'ottima politica!). Con questa preoccupazione in meno si trovano dunque ad aver un sacco di tempo libero, che loro cercano di spendere per proprio ed esclusivo diletto.
I membri del Club sono tutti studenti appartenenti al rango più elevato della scuola, sia per lignaggio familiare che per intelligenza personale.
Ogni host incarna e rappresenta una figura tipica del genere shojo ed ha un suo personale nomignolo: il principe, il selvaggio, i diavoletti, il loli-shota etc: tutto questo progettato appositamente per poter soddisfar al meglio i gusti variegati delle clienti.
Ogni ragazza che entra è considerata difatti una cliente e tutti loro si premurano, esperti quali sono, per soddisfarla; può sceglier chi vuole aver al suo fianco, per condivider i suoi problemi personali o per consultarsi con lui, o anche solo per sedersi e chiacchierar fraternamente davanti ad una tazza di tè, ad una fetta di torta e a tanti buoni biscottini da sgranocchiar.
Un giorno la protagonista di questa storia rompe accidentalmente un costosissimo vaso appartenente al celeberrimo Host Clubed è da allora utilizzata come principale "attrazione", costretta a lavorare come intrattenitore assieme agli altri membri fino a quando il suo debito non sarà ripagato.

### L'Host Club
Raccoglie personaggi diversificati, ma ognuno dei quali è riuscito a trovar un approccio individuale alla brutale realtà della vita. L'eroina della nostra storia finisce per entrar nel club travestita da ragazzo...Ne diviene così il membro più giovane, il “cucciolo”; in quanto ragazza lei non ne avrebbe la facoltà, cosicché decidono di tener il fatto nascosto a tutti.
Le clienti son libere di “elegger” di volta in volta l'host che più le aggrada, trascorrendo poi il tempo con lui e chiacchierando sui suoi bisogni ed interessi. Ogni membro raffigura un tipo e soddisfa così i gusti differenti delle clienti: Haruhi intrattiene le ospiti con la sua naturalezza e modestia.
I soci tendono a progettar la sala di musica ove si svolgono le riunioni di volta in volta seguendo un tema, per crear varietà e non tediar le clienti. Oltre all'obiettivo principale, quello dell'ospitalità, il club di tanto in tanto è venuto anche in aiuto di studenti bisognosi cercando di risolver problemi che ne appesantivano la vita quotidiana.

#### Il club di giornalismo
suo precipuo obiettivo è quello d'esser più popolare dell'host, ma quello che san produrre son solamente pettegolezzi raccolti dai giornali economici e spesse volte anche inventati di sana pianta... cose di cui nessuno mostra particolar interesse.

### Personaggi e interpreti
Haruhi Fujioka (Haruna Kawaguchi; Momoka Ishii è Haruhi da bambina)
Haruhi è un'intelligente ma indigente studentessa del primo anno dell'elitario istituto Ouran, nel quale è potuta entrare solo a titolo eccezionale in quanto favorita da una sovvenzione; un premio derivante dalla sua eccellenza accademica (fatta eccezione per le belle arti e lo sport).
Molto seria e determinata, il suo sogno è divenire avvocato come la madre. Durante gli anni della scuola media aveva molti ammiratori ma ha sempre finito per rifiutarli, per colpa della sua caratteristica d'essere sempre molto franca, brusca e spigolosa a parole, tanto da riuscir a ferire involontariamente gli astanti.
Tamaki Suou (Yūsuke Yamamoto)
Crede che tutto il mondo debba per forza di cose girare attorno a lui; ha delle fantasie incredibili e si comporta in modo ridicolo quando si rende conto i fatti non si svolgono nella realtà esattamente come aveva preventivato nei suoi sogni: allora cade in depressione.
Ma generalmente è un autentico vulcano ch'erutta di continuo nuove idee, allegro ed iperattivo; nonostante il suo comportamento signorile a volte sembra proprio essere un pazzo completo, e tende a guardare gli altri dall'alto in basso.
Caratterizzato da cronico istrionismo ed una tendenza all'esagerazione, attua un costante tentativo d'attirare l'attenzione. Quando si sente offeso diviene una maschera tragica, rannicchiandosi in sé stesso in un angolino in attesa che qualcuno vada a consolarlo. Molto carismatico ed affascinante (è un gran Narciso) si considera il leader del gruppo. Sarà l'ultimo a rendersi conto che Haruhi è una donna. Ha anche attacchi di gelosia per cui tiene il broncio quando gli altri mostrano troppa confidenza con Haruhi.
Nonostante i continui punzecchiamenti che deve subire da parte dei gemelli riguardo ai suoi sentimenti per Haruhi e le prese in giro ("Noi siamo nella sua stessa classe e tu invece no!!!"), egli si rende pienamente conto di ciò solamente alla fine: voleva in realtà proteggere la sua "famiglia" del Club e temeva che se un membro del gruppo avesse iniziato a far la corte ad Haruhi ciò avrebbe creato insostenibili tensioni, per questo non ha mai voluto ammettere neppure con sé stesso che l'amava, auto-illudendosi che invece si trattasse solamente d'un affetto di tipo paterno.
A causa della sua vicenda personale è difatti convinto che l'amore può solo portare alla disgregazione familiare e poiché considera il Club la sua unica famiglia si rifiuta categoricamente di realizzare il fatto ch'egli è seriamente innamorato di Haruhi. Per lui l'espressione amorosa può esser "sopportata" solo come rappresentazione giocosa di essa.
Kyouya Ootori (Shunsuke Daitō)
È la mente ordinatrice del gruppo, addetto a mantener l'ordine all'interno del Club, di cui non esita ad utilizzarne l'enorme popolarità per trarne profitto; ha l'abitudine di calcolare il prezzo d'ogni cosa (si nasconde sotto questa maschera di calcolatore egoista). Un tipo riservato e straordinariamente brillante, avendo la non comune capacità di trarre ogni sorta di beneficio partendo dalle disavventure più o meno incredibili ed assurde che capitano via via ai membri del club.
Hikaru e Kaoru Hitachiin (Shinpei Takagi e Manpei Takagi)
Prima di unirsi all'Host Club eran del tutto cinici nei confronti del mondo intero (pensavano seriamente che tutti, tranne loro, fossero idioti) e non si degnavano mai di parlare alle persone che non fossero capaci di distinguerli a vista d'occhio; quindi il loro rapporto con Haruhi divien una parte importantissima della loro vita.
A seguito di ciò cambiarono notevolmente; pur continuando a star costantemente insieme, iniziarono a trascorrer anche molto tempo con gli altri.
Nel Club i gemelli utilizzano la tecnica detta dell'"amore fraterno proibito" per attrarre le loro clienti più giovani, fans dello yaoi; fingendo d'avere una storia d'amore tra loro innescano suggestive atmosfere incestuose.
Loro gioco preferito fin dall'infanzia è: "indovina indovinello, chi è Hikaru???" (degnandosi di parlare solo con chi azzeccava la risposta esatta). Si comportano e parlano alla stessa maniera, ma ciò che li distingue, secondo Hirahu è che lui ha una voce più profonda, si fa la riga a destra; ha spesso le idee per i loro scherzi ed è più aperto con gli altri. I gemelli, dopo aver litigato si colorano i capelli di colori diversi, Hikaru in rosa, Kaoru d'azzurro. Tramite Haruhi impareranno a rispettare il prossimo: secondo la ragazza Kaoru (il più giovane) è il più ragionevole dei 2 ed il tipo più riflessivo e tranquillo, mentre Hikaru è ancora un po' infantile (e anche abbastanza fastidioso!).
Mitsukuni Haninozuka (Yudai Chiba; Shogo Nishida (ep1-2) è Honey nella sua forma ridotta)
18 anni, il più grande ma anche il più infantile, tanto che viene sempre trattato come un bambino dagli altri; è pertanto soprannominato Honey.
Era solito nascondere la sua autentica natura comportandosi da "vero uomo", sopprimendo rigorosamente tutte le manifestazioni d'apparente debolezza, a causa del suo ruolo di erede di famiglia, ma dopo che Tamaki lo convinse che amare cose kawaii non era poi così terribile, si rese conto che non fosse più necessario tenere occultata agli altri la sua indole istintiva. S'è unito al Club assieme a Takashi, per seguire la propria strada nella vita, quella d'essere un bambolotto accudito e vezzeggiato dalle studentesse.
Takashi Morinozuka (Masaya Nakamura)
Taciturno ed istintivo (parla poco e pensa molto), schivo e "selvatico" (sorride molto raramente) è un tipo abbastanza intimidatorio in apparenza, ma non quando ha intorno il giocherellone Honey.
Mori è esteriormente impassibile, ma estremamente protettivo nei confronti del cugino, di cui è una sorta di tutor: il suo clan ha servito per secoli quello di Honey, fino a che i loro antenati non si son sposati tra loro, annullando da quel momento in poi la distinzione servo-padrone. Hanno un rapporto simile a quello tra master e slave; Mori fa sempre tutto ciò che Honey gli dice, senza mai discutere.

### Altri personaggi
- Ryō Ryūsei è Umehito Nekozawa: presidente del Black Magic Club
- Momoe Ogawa è Chiharu Tojo:
- Mitsumi Hiromura è Natsuki Saijo:
- Ayu Higashi è Akina Nanjo:
- Nana Seino è Momoka Kurakano:
- Il padre di Haruhi: lavoro in un locale notturno come travestito. Da quando la figlia s'è tagliata i capelli come un maschio è in "lutto estetico".
- Takeshi Masu -epi 8-11

## Episodi
| Nº | Titolo originale | In onda           | In onda |
| Nº | Titolo originale | Giapponese        |         |
| 1  | Episode 0        | 15 luglio 2011    |         |
| 2  | Episode 1        | 22 luglio 2011    |         |
| 3  | Episode 2        | 29 luglio 2011    |         |
| 4  | Episode 3        | 5 agosto 2011     |         |
| 5  | Episode 4        | 12 agosto 2011    |         |
| 6  | Episode 5        | 19 agosto 2011    |         |
| 7  | Episode 6        | 26 agosto 2011    |         |
| 8  | Episode 7        | 2 settembre 2011  |         |
| 9  | Episode 8        | 9 settembre 2011  |         |
| 10 | Episode 9        | 16 settembre 2011 |         |
| 11 | Episode 10       | 23 settembre 2011 |         |
| 12 | Final Episode    | 30 settembre 2011 |         |